# Nikolaj Jevmenov
Nikolaj Anatoljevič Jevmenov (rusko Николай Анатольевич Евменов), ruski mornariški častnik, * 2. april 1962, Moskva.
Je admiral in bivši vrhovni poveljnik Ruske vojne mornarice.

## Življenjepis
Jevmenov je bil rojen 2. aprila 1962 v Moskvi. Med letoma 1982 in 1987 je obiskoval Višjo pomorsko šolo za podmorniško navigacijo, po tem pa je postavljen na mesto poveljnika oddelka za elektronsko navigacijo v okviru odseka za navigacijo (BČ-1) na jedrski podmornici na Tihooceanski floti med letoma 1987 in 1991.
Med letoma 1995 in 1997 je študiral na Mornariški akademiji N. G. Kuznjecova. Med letoma 1997 in 1998 je bil namestnik poveljnika podmornice K-490, med letoma 1998 in 2000 pa je bil poveljnik podmornice Zelenograd (obe strateški jedrski podmornici razreda Kalmar na Tihooceanski floti). Med letoma 1999 in 2006 je bil načelnik štaba, namestnik poveljnika in na koncu poveljnik 25. podmorniške divizije na Tihooceanski floti. Med 2001–2003 je študiral na Vojaški akademiji štaba oboroženih sil Ruske federacije. 
Leta 2012 je postal namestnik poveljnika Severne flote, leta 2016 poveljnik, leta 2017 pa prejme čin admirala.
Jevmenov je 3. maja 2019 postal vrhovni poveljnik Ruske vojne mornarice in je na tem položaju zamenjal admirala Vladimirja Koroljova.

## Odlikovanja
- Red Aleksandra Nevskega (Ruska federacija) (2016)[1]
- Red vojaške časti (Rusija) (2006)[1]
- Red mornariških zaslug (Rusija) (2015)[1]